# Канаван, Найл
Найл Дэ́вид Сти́вен Ка́наван (англ. Niall David Steven Canavan; род. 11 апреля 1991 года, Лидс) — английский и ирландский футболист, центральный и правый защитник клуба «Барроу».

## Карьера
Канаван родился в районе Бромли города Лидса. Дебютировал в юношеской команде в 14 лет в матче против юниоров клуба «Йорк Сити». Вскоре он стал капитаном юниоров. 
В 2009 году, окончив академию, он подписал профессиональный контракт со «Сканторп Юнайтед». Игрок дебютировал в Чемпионшипе 22 августа 2009 года в матче против «Шеффилд Уэнсдей». Игрок заменил Роба Джонса на 28-й минуте, но «совы» все равно разгромили его клуб со счетом 4:0. Первый гол он забил уже в следующем матче — в игре второго раунда Кубка Лиги против «Суонси Сити». В том розыгрыше «Сканторп» дошел до 1/8 финала. Этот гол он посвятил Менстонской католической академии имени Святой Марии, своей родной школе, где он учился. В 2011 году он ненадолго ушел в аренду в «Шрусбери Таун», сыграл 3 матча.
В 2016 году он снова ушел в аренду — на этот раз в «Рочдейл». Но в сезоне 2016/2017 он уже подписал с ним полноценный контракт (Канаван ушел свободным агентом). В 2018 году он вновь стал свободным агентом, и затем он пополнил состав клуба «Плимут Аргайл».
В 2021 году Канаван перешёл в клуб «Брэдфорд Сити».

## Карьера в сборной
Канаван имеет ирландский паспорт и поэтому может выступать за ирландскую национальную команду. Канаван получил несколько вызовов в молодежную сборную Ирландии до 21 года и отыграл 7 матчей, включая 4 матча квалификации на молодежное Евро-2013.

## Личная жизнь
В 2019 году было обнародовано, что у Канавана диагностирован сахарный диабет 1 типа.